# Аурах-бай-Кіцбюель
Аурах-бай-Кіцбюель (нім. Aurach bei Kitzbühel) — містечко й громада округу Кіцбюель у землі Тіроль, Австрія.
Аурах-бай-Кіцбюель лежить на висоті  846 над рівнем моря і займає площу  54,24 км². Громада налічує 1125 мешканців. 
Густота населення 21/км².  
Аурах лежить на відстані 5 км від Кіцбюеля дорогою на перевал Турн. Громада складається із кількох розсіяних населених пунктів. Історично Аурах був гірничим містечком, зараз основна індустрія громади — спортивний туризм. 
|                                             |
| Аурах-бай-Кіцбюель на мапі округу та землі. |

 Адреса управління громади: Oberaurach 6, 6371 Aurach bei Kitzbühel. 

## Демографія
Історична динаміка населення міста за даними сайту Statistik Austria